# 北京交通大学机械与电子控制工程学院
机械与电子控制工程学院，习惯简称“机电学院”，为北京交通大学的一个学院。
机械与电子控制工程学院始于1958年创立的铁道机械系。2000年，成立了现在的机械与电子控制工程学院。

## 本科生教育
目前设置六个本科专业：
- 机械工程
- 车辆工程
- 测控技术与仪器
- 能源与动力工程
- 工业工程
- 机械电子工程（中外合作办学）[2]

## 研究生教育

### 学术学位授权点

#### 机械工程
- 机械工程一级学科博士学位授权点
- 机械制造及其自动化二级学科硕士学位授权点
- 机械电子工程二级学科硕士学位授权点
- 机械设计及理论二级学科硕士学位授权点
- 车辆工程二级学科硕士学位授权点
- 工业工程二级学科硕士学位授权点

#### 交通运输工程
- 载运工具运用工程二级学科博士学位授权点
- 载运工具运用工程二级学科硕士学位授权点

#### 材料科学与工程
- 材料科学与工程一级学科硕士学位授权点

#### 动力工程及工程热物理
- 热能工程二级学科硕士学位授权点
- 动力机械及工程二级学科硕士学位授权点

### 专业学位授权点
- 机械工程博士专业学位授权点
- 先进设计与制造方向工程硕士专业学位授权点
- 轨道车辆工程方向工程硕士专业学位授权点
- 工业与制造系统方向工程硕士专业学位授权点[3]

## 机构设置
- 机械工程系
- 检测与控制工程系
- 动力与控制工程系
- 材料科学与工程研究所
- 工程训练中心
- 机械工程实验中心

研究所与学术团队：
- 结构可靠性研究所
- 先进磨削与精密加工研究所
- 磁性液体研究所
- 轨道交通智能检测技术研究所
- 电液伺服及运动控制研究所
- 机器人研究所
- 先进动力技术研究所
- 新能源汽车动力技术研究所
- 热能工程研究所
- 振动与噪声研究所
- 材料与精益成形研究所
- 轨道交通金属材料研究所
- 轨道交通特种材料研究所
- 智能机器人与系统研究所
- 燃烧与热力系统学术团队
- 载运工具运用安全控制工程学术团队
- 数字化制造技术与装备学术团队
- 智能制造与服务系统研究所
- 氢能与航天推进技术学术团队[4]